# Albanella
Albanella est une commune italienne de la province de Salerne, dans la région Campanie.

## Administration
| Période                                  | Période | Identité | Étiquette | Qualité |
| ---------------------------------------- | ------- | -------- | --------- | ------- |
|                                          |         |          |           |         |
| Les données manquantes sont à compléter. |         |          |           |         |

### Hameaux
Matinella, Borgo San Cesareo, Bosco.

### Communes limitrophes
Altavilla Silentina, Capaccio-Paestum, Castelcivita, Eboli, Roccadaspide, Serre.